# Seznam narbonských biskupů a arcibiskupů
Seznam narbonských biskupů a arcibiskupů zahrnuje všechny představitele diecéze v Narbonne založené ve 3. století, povýšené roku 810 na arcibiskupství a roku 1801 zrušené a připojené ke carcassonské diecézi.
- svatý Pavel z Narbonne (kolem 251)
- Etienne (3. století)
- Gavidius (359)
- Hilaire (417–422)
- svatý Rusticus z Narbonne (427, 461, kolem 441–445)
- Hermès (462)
- Caprarpus (506)
- Aquilin (560)
- Athaloco (asi 589)
- Migetius (aci 589–597)
- Serge (kolem 610)
- Selva (asi 633–638)
- Argebaud (kolem 672)
- Sunifred (asi 683–688)
- Arriberi (asi 768)
- Daniel (asi 769–asi 798)
- Nebridius (asi 790–822 nebo asi 799–asi 825)
- Barthélemy (asi 827–840 nebo asi 822–844)
- Berarius (asi 842–asi 850)
- Fredoldus (asi 855–872)
- Sigebaud (873–885)
- Théotard (885–893)
- Arnust (893–912)
- Gérard (911)
- Agio (914–924)
- Aimery (926–977)
- Ermengaud (977–1017/1019)
- Guifred z Cerdagne (1019–1079)
- Pierre Berengar (1079–1085)
- Dalmas (kolem 1086–1097)
- Bertrand de Montredon (1097–1106)
- Richard de Millau (1106–1121)
- Arnaud de Lévezou (1121–1149)
- Pierre d'Anduze (1150–1156)
- Berengar (1156–1162)
- Pons d'Arce (1162–1181)
- Bernard Gaucelin (1182–1191)
- Berengar Barcelonský (1191–1212), syn Ramona Berenguera IV. Barcelonského
- Arnold Amalrich (1212–1225)
- Pierre (1226–1245)
- Guillaume de Broue (1245–1257)
- Jacques (1257–1259)
- Guido Fulcodi (1259–1261)
- Maurin (1262–1272)
- Pierre de Montbrun (1272–1286)
- Gilles I. Aycelin de Montaigut (1287–1311)
- Bernard de Fargis (1311–1341)
- Gausbert du Val (1341–1346)
- Pierre de La Jugie (1347–1375)
- Jean Roger (1375–1391)
- François de Conziè (1391–1432)
- Francesco Condulmer (1433–1436)
- Jean d'Harcourt (1436–1451)
- Louis d'Harcourt (1451–1460)
- Antoine du Bec-Crespin (1460–1472)
- Renaud de Bourbon (1473–1482)
- Georges d'Amboise (1482–1484)
- François Ilallé (1484–1491)
- Georges d'Amboise, podruhé (1492–1494)
- Pierre d'Abzac (1494–1502)
- François-Guillaume de Castelnau (1502–1507)
- Guillaume Briçonnet (1507–1514)
- Giulio di Guiliano de Medici (1515–1523)
- Jean de Lorraine-Guise (1524–1550)
- Ippolito II. d'Este (1550–1551)
- Francesco Pisani (1551–1563)
- Ippolito II. d'Este, podruhé (1563–1572)
- Simon Vigor (1572–1575)
- François de Joyeuse (1581–1588)
- Louis de Vervins (1600–1628)
- Claude de Rebé (1628–1659)
- François Fouquet (1659–1673)
- Pierre de Bonzi (1673–1703)
- Charles Legoux de La Berchère (1711–1715)
- René-François de Beauvau du Rivau (1726–1738)
- Jean-Louis de Berton de Crillon (1739–1751)
- Charles-Antoine de la Roche-Aymon (1752–1762)
- Arthur Richard Dillon (1762–1790)
- Guillaume Beseaucèle (1790-1793) – jediný ústavní biskup z Aude; v Narbonne sídlil jen několik měsíců, potom natrvalo Carcassonne